# Kondajji Koppal, Hassan
Kondajji Koppal là một làng thuộc tehsil Hassan, huyện Hassan, bang Karnataka, Ấn Độ.